# Vejle Idrætsefterskole
Vejle Idrætsefterskole er en efterskole beliggende på Vejle Idrætshøjskoles matrikel ved Nørreskoven i Vejle. Den blev indviet i august 2007. Formålet var at skabe en efterskole for idrætstalenter fra hele landet.

## Organisaton
Organisatorisk udgør efterskolen sammen med Vejle Idrætshøjskole en fælles selvejende institution med navnet "Vejle Idrætshøjskole og Vejle Idrætsefterskole". Der er således et fælles repræsentantskab og bestyrelse, mens de to skoler har hver sin forstander og lærerstab. Der er i alt ca. 20 lærere på skolen.

## Historie
Den fælles institution Vejle Idrætshøjskole og Vejle Idrætsefterskole daterer sin start til 1942, hvor den blev oprettet under navnet "Den Jyske Idrætsskole". De første mange år var der dog kun tale om højskoleaktivitet.
Historien om efterskolen startede i foråret 2006, hvor en række lokale idræts- og ungdomsuddannelsesfolk, bl.a. fra Vejle Boldklub fostrede idéen om at starte en idrætsefterskole for idrætstalenter fra hele landet. Det førte til en stiftende generalforsamling for ”Efterskolen for idrætstalenter” den 19. juni 2006. Idrætshøjskolen var oprindelig ikke stemt for at deltage i projektet. Efter at en fornyet kontakt mellem idemagerne og højskolen blev etableret af boldklubbens daværende sportschef Flemming Serritslev, ændrede det sig dog, og i november 2006 blev efterskolen og højskolen fusioneret. Året efter blev forstander Frank Rasmussen og lærere ansat, og de første elever startede på efterskolen.
I 2013 etablerede efterskolen en cykel-juniorhold med navnet Team CVM – Team Campus Vejle Middelfart. Her blev blandt andre Kasper Asgreen og Mathias Bregnhøj en del af holdet.